# Dion (album)
Dion, självbetitlat studioalbum av den amerikanske rock- och popsångaren Dion utgivet 1968 på skivbolaget Laurie Records.
Albumet nådde 128:e plats på amerikanska Billboard-listan.

## Låtlista
Singelplacering på Billboard inom parentes.
1. "Abraham, Martin and John" (Dick Holler) (#4)
2. "Purple Haze" (Jimi Hendrix) (#63)
3. "Tomorrow is a Long Time/Everbody's Talkin'" (Bob Dylan/Fred Neil)
4. "You Better Watch Youself (Sonny Boy)" (Lightnin' Hopkins)
5. "The Dolphins" (Fred Neil)
6. "He Looks a Lot Like Me" (Dion DiMucci)
7. "Sun Fun Song" (Dion DiMucci)
8. "From Both Sides Now" (Joni Mitchell) (#91)
9. "Sisters of Mercy" (Leonard Cohen)
10. "Loving You is Sweeter Than Ever" (Ivy Hunter/Stevie Wonder)
11. "Daddy Rollin' in Your Arms" (Dion DiMucci)

Fotnot: Spår 11 är ett bonusspår på cd-utgåvan som tidigare varit en B-sida till en singel)